# Fabbrica

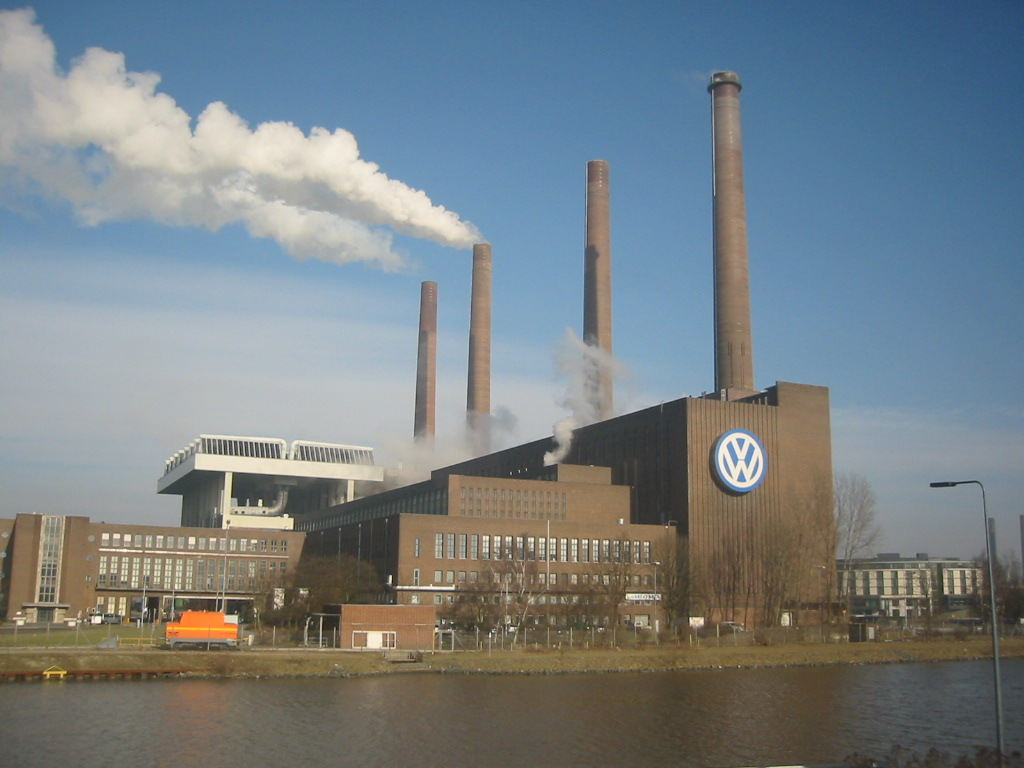
Lo stabilimento principale della Volkswagen di Wolfsburg

Una fabbrica è un insieme di edifici destinati alla produzione industriale. Lo sviluppo tecnologico ha portato alla nascita di strutture sempre più automatizzate la cui massima espressione è la fabbrica automatica. Vi si trasformano generalmente le materie prime o semi-lavorate in prodotti finiti.

## Storia

### Antecedenti storici

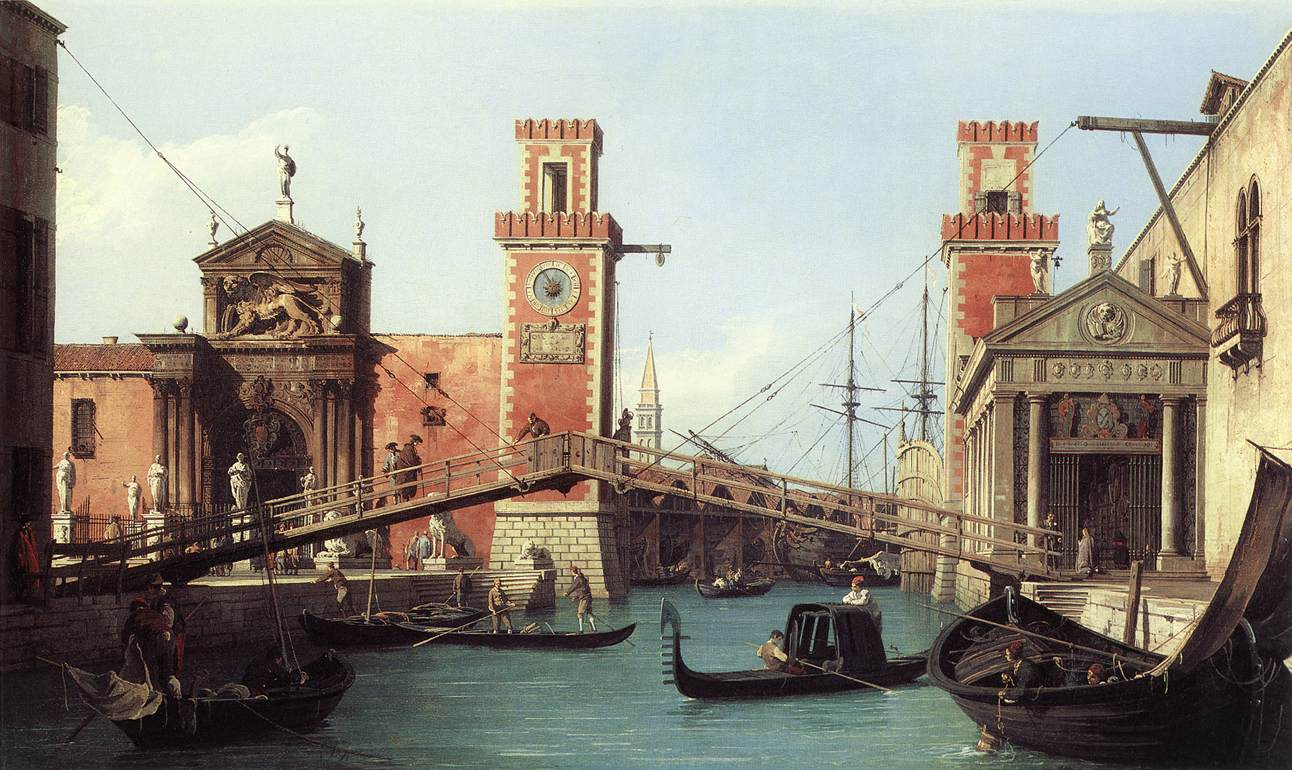
L'entrata dell'Arsenale di Venezia dipinta da Canaletto (1732)

L'arsenale di Venezia fornisce il primo esempio di una fabbrica nel senso moderno del termine. Le prime notizie risalgono al XII secolo. Con secoli di anticipo sulla prima rivoluzione industriale, All'interno di un unico recinto, dipendente dal "Comune Veneciarum", avveniva la costruzione di galee, navi a propulsione mista remi/vele. Attorno alla prima metà del secolo XIV si sa che esisteva, dopo il varo della galea, un sistema di armamento navale simile al moderno processo a "catena di montaggio" che consentiva l'approntamento delle navi in tempi molto rapidi utilizzando semilavorati appositamente preparati ed immagazzinati per l'allestimento finale. Per la costruzione dello scafo della galea occorrevano da 12 a 15 mesi, mentre con il sistema descritto l'approntamento alla navigazione poteva essere completato in sole 24 ore. Il viaggiatore spagnolo Pero Tafur descrisse con meraviglia, nel 1440, di aver assistito nell'Arsenale di Venezia all'armamento di cinque galee in una sola giornata. Fra il 1570 ed il 1571 in arsenale lavoravano circa 4.000 maestranze che costruirono gran parte delle galee veneziane che contribuirono in maniera determinante alla vittoria nella battaglia navale di Lepanto contro i Turchi.

### Rivoluzione industriale
Lo sviluppo incrementò a partire dal XVIII secolo con la prima rivoluzione industriale; al riguardo molti storici pensano che la prima fabbrica moderna sia la Soho Manufactory di Matthew Boulton, fondata nel 1761 a Birmingham. Altri pensano che sia l'industria della seta di John Lombe a Derby (1721) o la Cromford Mill di Richard Arkwright (1771).

## Descrizione
Con maggior rigore terminologico, una fabbrica è un opificio della manifattura. Infatti, l'industria, più che una categoria produttiva, è una modalità organizzativa di realizzazione di prodotti o erogazione di servizi.
Oltre a processi di trasformazione materiale nel senso stretto del termine, nelle fabbriche possono esserci anche attività di assemblaggio cioè l'ottenimento del prodotto mediante il montaggio di componenti (approvvigionati come parti finite dai fornitori), ad esempio quello che succede nelle linee di produzione di veicoli o elettrodomestici o apparecchiature hardware.
Un sostantivo della lingua italiana, ora un po' desueto, per indicare la fabbrica (ma, in senso esteso, anche l'officina e la bottega) è opificio.

## Altre accezioni
A volte, i mass media o il linguaggio a-tecnico (cioè tutto ciò che non è diritto commerciale) usano impropriamente il termine "fabbrica" per intendere, genericamente, "attività economica" o "produzione" (qualsiasi cosa voglia dire, in pratica). Ad esempio, questo fenomeno è avvenuto durante la Pandemia di COVID-19 del 2020 in Italia. Il fatto è che, ad esempio, lo sviluppo di siti web, la riparazione di autoveicoli o la creazione pubblicitaria sono "produzione" ma non attraverso fabbriche (nel senso tradizionale del termine). È per questo che le amministrazioni pubbliche devono poi specificare dettagliatamente i diversi settori/attività economici (produttivi o meno), ad esempio tramite i codici ATECO che entrano nel merito di ogni comparto economico.
In questi casi, il termine generico corretto da usare è attività economica (pure diversa da "attività produttiva").